# Carex arctophila
Carex arctophila är en halvgräsart som beskrevs av Fredrik Frederick Nylander. Carex arctophila ingår i släktet starrar, och familjen halvgräs. Inga underarter finns listade i Catalogue of Life.